# Essengraben (Rosaliengebirge)
Der Essengraben ist ein rund zwei Kilometer langes Tal in Nordwest-Südostrichtung im Rosaliengebirge in den Gemeindegebieten von Hochwolkersdorf und Schwarzenbach. In ihm liegt die Schwarzenbacher Rotte Essengraben. Das Tal wird im Norden durch das sogenannte Hackbichl und im Süden durch den sogenannten Roten Riegel begrenzt. In der Josephinischen Landesaufnahme wird das Tal auch „Esengraben“ genannt. Durch den Essengraben fließt der Essengrabenbach.
Koordinaten: 47° 39′ 19″ N, 16° 19′ 35″ O